# Norman Fowler, baron Fowler
Peter Norman Fowler, född 2 februari 1938, är en brittisk politiker som var medlem av både Margaret Thatchers och John Majors ministärer under 1980- och 1990-talen. Han innehade ämbetet som Lord Speaker från 1 september 2016 till 30 april 2021.
Efter att ha tjänstgjort som skuggminister för transport utsågs Fowler till transportminister 1979, med ansvar för att göra säkerhetsbälten obligatoriska. Senare, som minister för socialförsäkring, drog han allmänhetens uppmärksamhet till farorna med Aids. Han avgick från kabinettet som arbetsmarknadsminister och adlades 1990.
Fowler var ordförande för det konservativa partiet från 1992 till 1994, skuggminister för miljö, transport och regioner från 1997 till 1998 och skugginrikesminister från 1998 till 1999. År 2001 utnämndes han till konservativ Life peer. Han avsade sig partipolitisk lojalitet när han tillträdde som talman i Överhuset. Den 25 februari 2021 meddelade han att han i april skulle avgå som talman för att fokusera på kampanjarbete, särskilt när det gäller Aids.

## Biografi
Fowler föddes den 2 februari 1938 som son till Norman Frederick Fowler och Katherine, född Baker. Han var enda barnet och utbildades vid King Edward VI Grammar School i Chelmsford, Essex. Efter skolan gjorde han värnplikten som fänrik vid Essex regemente. Han studerade sedan vid Trinity Hall, Cambridge (BA Economics & Law 1961). Han var ordförande för Cambridge University Conservative Association i Michaelmas 1960, under vilken period han var värd för både premiärminister Harold Macmillan och inrikesminister Rab Butler. Efter universitetet blev han journalist och arbetade på The Times.

## Parlamentsledamot
Fowler, som hade strävat efter att bli parlamentsledamot sedan barndomen, valdes in för Nottingham South 1970. Efter att platsen avskaffats bytte han till Sutton Coldfield i valet i februari 1974.

### I opposition
Under mitten av 1970-talet var Fowler skuggminister för transport. I april 1976 fotograferades han utanför Westminsterpalatset efter att just ha fått sin tredje fyrcylindriga MG MGB levererad – han hade enligt uppgift avvisat tanken på att köpa en V8-version på grund av kostnaden.

### I regeringen
När Margaret Thatcher blev premiärminister 1979 utnämnde hon inte omedelbart Fowler till sitt kabinett, utan förklarade: "Vi saknade en plats. Som ett resultat av detta kunde Norman Fowler, i egenskap av transportminister, inte vara en officiell medlem av kabinettet, trots att han deltog i alla våra möten."
Som transportminister drev Fowler igenom Lord Nugents lagförslag från 1981 om att göra säkerhetsbälten obligatoriska, en lag som trädde i kraft 1983.
Som socialförsäkringsminister 1986 genomförde Fowler den första officiella kampanjen för att utbilda den brittiska allmänheten om farorna med Aids.  Under hans ämbetstid spreds medvetenheten om hur sjukdomen spreds genom affischer, tidningsannonser och tv-kampanjer. Huvudkampanjen "Dö inte av okunnighet" inkluderade att skicka ett flygblad till 23 miljoner hem. År 1987 visade en Gallupundersökning att 98 procent av allmänheten var medveten om hur HIV överfördes, och den stora majoriteten stödde Fowlers kampanj. År 1990 var infektionsfrekvensen i Storbritannien lägre än i jämförbara länder, inklusive Frankrike och USA.
En del konservativa, däribland Thatcher själv, invände mot det uppriktiga innehållet i dessa meddelanden, som innehöll material om nålanvändning och intravenösa droger, liksom diskussioner om riskerna med oskyddat sex. Under denna tid berättade Thatcher för Fowler att hon kände att han hade blivit känd som "aidsministern", och hon ogillade detta. Året därpå flyttade hon honom till rollen som arbetsmarknadsminister.

### Backbencher, pensionering och skuggkabinett
Fowler avgick senare från kabinettet i januari 1990. Han hävdade senare att han var den första politikern som angav en önskan att tillbringa mer tid med familjen som skäl för att lämna sin post. Frasen har återanvänts av många andra som en anledning till en avgång och behandlas ofta som oärlig eller förskönande, även om Fowler har sagt att han var bokstavlig eftersom han oroade sig för att han höll på att fjärma sig från sina små barn.
Efter att ha avgått från presidentposten adlades Fowler 1990.
Fowler återvände sedan två gånger till frontlinjen, först som ordförande för det konservativa partiet (som backbencher i parlamentet) från 1992 till 1994, under vilken tid han övervakade de parlamentariska gränsändringarna i början av 1990-talet; Därefter på de konservativas främsta bänk som skuggminister för miljö, transport och regioner (1997–98) och slutligen som skugginrikesminister (1998–99).
År 2001 avgick Fowler som parlamentsledamot.

## Överhuset
Efter att ha lämnat Underhuset avancerade han till Överhuset, där han satt på de konservativa bänkarna som baron Fowler av Sutton Coldfield i grevskapet West Midlands. Han hade först erbjudits en pärsvärdighet 1989.
År 2003 föreslog Lord Fowler att Europeiska unionen skulle utse en samordnare på hög nivå med ambassadörsrang för att hantera aidsepidemin.
År 2006 var Fowler ordförande för ett särskilt utskott i Överhuset som kritiserade användningen av TV-licensavgiften, som används för att finansiera BBC.
Hans bok A Political Suicide publicerades 2008 och nominerades till Channel 4 Political Book of the Year Award.
I maj 2013 gav Fowler sitt stöd till lagstiftning som syftar till att utvidga äktenskapsrätten till samkönade par, och sade: "Parlamentet bör värdera människor lika i lagen, och att tillåta samkönade par att gifta sig tar bort den nuvarande orättvisan."
Han valdes till talman 2016. Han är den tredje personen och den första mannen att inneha ämbetet sedan det inrättades genom Constitutional Reform Act 2005. Fowler har sagt att han är för en minskning av Överhuset till 600 ledamöter.
Under Covid-19-pandemin meddelade han den 19 mars 2020  att han skulle dra sig tillbaka från Westminster och arbeta på distans och att vice talmän skulle ta över hans roll i överhuset, men han återvände i juli för att fortsätta på sin tjänst.
Den 25 februari 2021 meddelade Fowler att han skulle avgå innan en rad strukturella och organisatoriska förändringar hade införts och att det vore bäst om dessa förändringar "genomskådades av det team som kommer att genomföra dem". Han uttryckte också sin önskan att avgå för att "säga vad han tycker" som oberoende ledamot av Överhuset i frågor som han har kämpat för, särskilt HBTQ-rättigheter i Storbritannien och hiv och Aids. I mars 2021 stödde Fowler kraven på Storbritanniens första nationella minnesmärke över aids någonsin, i syfte att bekämpa stigmatisering och diskriminering av personer med hiv och Aids.

## Privat sektor
Lord Fowler har suttit i styrelsen för flera företag och är icke-verkställande styrelseordförande i Aggregate Industries plc. Han är medlem i det nationella journalistförbundet.

## Privatliv
Efter att ett tidigare äktenskap slutat i skilsmässa gifte sig Fowler 1979 med Fiona Poole, bibliotekstjänsteman i Underhuset. De har fått två döttrar. Från och med 2023 bor Fowler i Fulham, London.